# Encore (album av Vanilla Ninja)
Encore är det femte studioalbumet från den estniska gruppen Vanilla Ninja, och deras första på femton år. Albumet släpptes den 8 oktober 2021 på LP, CD och för digital nedladdning.

## Låtlista[1]
1. Gotta Get It Right - 3:26
2. No Regrets - 3:56
3. The Reason Is You - 3:26
4. Driving Through The Night - 2:47
5. Faith - 2:55
6. I Miss You Like Hell - 3:46
7. Waterfalls - 5:01
8. Encore - 4:12
9. Incredible - 2:48
10. The Look In Your Eyes - 3:22
11. Say It Loud - 3:31
12. It Ain't You - 3:38
13. Daylight - 3:13
14. White Flags - 3:36
15. Gotta Get It Right (Extended Version) - 6:06
16. The Reason Is You (Extended Version) - 6:05
17. Driving Through The Night (Extended Version) - 6:10
18. Encore (Extended Version) - 7:25